# Demetri (grecs)
Demetrius (Demetrius, Δημητριος) és la forma llatinitzada del nom masculí grec antic Dēmḗtrios ( Δημήτριος), que significa "Demetris" - "dedicat a la deessa Demèter". Les formes alternatives inclouen Demetri, Demetrios, Dimitrios, Dimitris, Dmytro, Dimitri, Dimitrie, Dimitar, Dumitru, Demitri, Dhimitër i Dimitrije, a més d'altres formes descendents d'aquestes. Els sobrenoms inclouen Demmie, Dimmie, Demi, Jim, Jimmy, Jimmie, Metry, Metrie, Mimmie, Demetri, Dimitri, Mitică, Mitya i Dima. Aquest no
Demetri i les seves variacions donen nom a desenes de personatges grecs. Fabricius (Bibl. Gr. 11. p. 413, &c.) esmenta un centenar d'autors amb aquest nom i Diògenes Laerci n'esmenta una vintena.

## Persones reals
- Demetri escultor, escultor destacat pel seu realisme del segle IV aC
- Demetri de Falèron (350-280 aC)
- Demetri el somatofilac, somatofílac d'Alexandre el Gran (330 aC)
- Demetri Poliorceta (337–283 aC), fill d'Antigonus I Monophthalmus, rei de Macedònia 294–288 aC
- Demetri el Bell (285-249/250 aC) - rei de Cirene
- Demetri II de Macedònia, fill d'Antigonus II, rei de Macedònia 239–229 aC
- Demetri el jove de Macedònia, fill de Pilip V de Macedònia
- Demetri de Faros, c. 222 – 219 aC, involucrat en la primera guerra il·líria
- Demetri el Cronògraf (final del segle III a C), cronista jueu
- Demetri I Soter (185–150 BC), rei de Síria
- Demetri I de Bactriana (d. 180 aC), rei grec de Bactriana
- Demetri II de Bactriana  (fl. principi del segle II a C
- Demetri II Nicàtor (d. 125 aC), fill de Demetri I Soter
- Demetri III Anicet, rei indogrec
- Demetri III l'Inoportú (d. 88 aC),
- Demetri el Cínic (segle I dC), filòsof cínic
- Demetri d'Alexandria, 189–232
- Demetri de Tessalònica (mort el 306), màrtir i sant cristià
- Demetri de Bulgària va ser el segon patriarca de l'Església Ortodoxa Búlgara (927-930) i el primer en ser reconegut Patriarca de Constantinobla[4]
- Demetrius Zvonimir de Croàcia (mort el 1089), Rei de Croàcia 1075–1089
- Demetri I de Geòrgia, fill de David IV de Geòrgia el Gran, (1125–1156)
- Demetrio Progoni (1208-1216), príncep medieval d'Albània
- Demetri I el Fals o Pseudo-Demetri, Tsar de Rússia, 1605–1606
- Demetri el Neomàrtir (1779–1803), màrtir i sant cristià ortodox
- Demetri II d'Alexandria, Papa 1861–1870
- Demetrius Stefanovich Schilizzi (1839–1893)
- Demetriu Radu (1861–1920), bisbe catòlic grec romà
- Demetrios Trakatellis (nascut 1928), arquebisbe d'Amèrica ortodox grec des del 1999.
- Dimitris Salpinguidis, futbolista grec
- Dimitris Papadopoulos, futbolista grec
- Demetrious Johnson (1961–2022), jugador de futbol americà
- Demetrius Rhaney (1992), jugador de futbol americà
- Dimitris Siovas, futbolista grec
- Demetrius Treadwell (1991), jugador de bàsquet

## Personatges de ficció
- Demetrius (Shakespeare), un personatge principal de l'obra de William Shakespeare, Somni d'una nit d'estiu ; Demetrius també és un personatge dolent de la tragèdia de venjança de Shakespeare, Titus Andronicus
- Demetrius, un personatge de Mississippi Masala de Mira Nair
- Demetrius, un esclau grec a la novel·la cristiana de Lloyd C. Douglas The Robe i la seva seqüela pel·lícula a continuació
- Demetrius and the Gladiators, una pel·lícula de 1953 de la 20th Century Fox
- Demetrius, un dels Titans de l'episodi de dues parts de Charmed "Oh My Goddess!"
- Demetrius Desmond, un personatge de Spy × Family de Tatsuya Endo
- Demetrios, un personatge de The Young Indiana Jones Chronicles
- Demetri, un personatge de ficció de la sèrie de fantasia Crepuscle
- Demitri Maximoff, un vampir de la sèrie de videojocs de Capcom Darkstalkers
- Dmitri Kissoff, un personatge del Dr. Strangelove de Stanley Kubrick o Com vaig aprendre a deixar de preocupar-me i estimar la bomba
- Dimitri Petrenko, un personatge del joc de trets en primera persona Call of Duty: World at War